# Miquel de Palol i Felip
Miquel de Palol i Felip (Girona, 1885 - Girona, 1965) fou un escriptor català, fill del poeta i periodista Pere de Palol i Poch, pare de l'arqueòleg Pere de Palol i Salellas i avi de l'arquitecte, poeta i narrador Miquel de Palol i Muntanyola.
Fou membre del grup d'escriptors modernistes de Girona i amb ells adoptà actituds bohèmies i rebels. Va intervindre en la creació dels Jocs Florals de Girona, el 1903, i col·laborà a L'Enderroc, a Lletres i a la Catalanitat, que dirigí, i a d'altres, així com a la premsa barcelonina (El Poble Català, L'Esquella de la Torratxa, La Campana de Gràcia). Seguidor com a poeta dels corrents simbolistes, publicà Roses (1905), Sonetos galantes (1912) i Poemes de tarda (1914). És autor també de la novel·la Camí de llum (1909), una de les obres més significatives del decadentisme català, i de l'aplec de narracions Llegendes d'amor i de tortura (1910). Marginat per l'ascensió del noucentisme, escriví encara algunes peces teatrals dins els esquemes simbolistes: Senyoreta Enigma (1920), entre d'altres. Afiliat a Acció Catalana, durant la Segona República Espanyola intervingué en la política local i fou membre del Comitè de teatre de la Generalitat. Part de la seva obra literària ha romàs inèdita. El 1972 li fou publicada l'autobiografia Girona i jo.